# Prisma Rauta
Prisma Rauta (jusqu'au printemps 2022 Kodin Terra) est une chaîne de quincailleries en Finlande.
Kodin Terra est une filiale de S-Ryhmä.

## Présentation
Les magasins Kodin Terra sont spécialisés pour la construction, la rénovation, la décoration, l'équipement de la cour et du jardin.

## Services
- Service de transport
- Service de sciage
- Conception de cuisine
- Design d'intérieur
- Conception de jardin
- Vente en magasin
- Vente aux entreprises

## Les magasins
En avril 2022, il y a Sept magasins Prisma Rautaa  :
- Hämeenlinna (fermé en juillet 2023 en raison de la non-rentabilité de l'opération, il sera remplacé par un nouveau grand Tokmanni Hämeenlinna Tiiriö d'environ 9 000 mètres carrés)
- Jyväskylä
- Kokkola
- Kuopio
- Pori
- Rovaniemi
- Tuusula